# زواج المثليين في جزر فوكلاند
أصبح كل من زواج المثليين والشراكة المدنية قانونين في إقليم ما وراء البحار البريطانية جزر فوكلاند منذ 29 أبريل 2017.

## تاريخ

الاعتراف القانوني بالعلاقات المثلية في أمريكا الجنوبية
زواج المثليين
توفر شكل آخر من أشكال الاعتراف القانوني
لا اعتراف
حظر دستوري على زواج المثليين، عبر تقييد تعريف الزواج في الدستور إلى اتحاد بين رجل وامرأءة فقط
المثلية الجنسية غير قانونية

في 13 مايو 2015، أوصى النائب العام بأن ينظر المجلس التنفيذي في تقنين زواج المثليين أو الشراكة المدنية. في 13 يناير 2016، بعد مشاورة عامة، أصدر المجلس تعليمات إلى النائب العام لإعداد تعديل على مرسوم الزواج في الجزر، للسماح بزواج المثليين. وجدت المشاورة العامة أن 90% من المستطلعين يؤيدون زواج المثليين وأن 94% يؤيدون الشراكات المدنية لجميع الشركاء.
نظر المجلس التنفيذي في مشروع تعديل النائب العام في 22 فبراير 2017. نظر المجلس فيما إذا كان سيوافق على مشروع قانون لتشريع زواج المثليين وإنشاء شراكة مدنية للشركاء المثليين والشركاء المغايرين، بتوجيه من النائب العام لنشر هذا في الجريدة الرسمية، وبالتالي البدء في العملية التشريعية كقراءة أولى، وكذلك لإعداد المزيد من التشريعات اللازمة لتنفيذه.
في 30 مارس 2017، أقرت الجمعية التشريعية «مشروع قانون (تعديل) الزواج 2017» بأغلبية 7 أصوات لصالح مقابل صوت واحد ضد (7-1). يسمح مشروع القانون للأزواج المثليين بالزواج، كما يسمح للشركاء المثليين والشركاء المغايرين بالحق في الوصول إلى شراكة مدنية. تلقى مشروع القانون موافقة ملكية من قبل الحاكم كولن روبرتس في 13 أبريل 2017. دخل القانون الجديد، الذي عدل مرسوم الزواج لعام 1996، حيز التنفيذ في 29 أبريل 2017 . وقع حدث مجتمعي للاحتفال بتشريع زواج المثليين في نفس اليوم.
المادتان 3أ و 3ب من قانون زواج جزر فوكلاند:
| صوت لصالح | صوت ضد |
| --------- | ------ |
| 7         | 1      |